# Karl Sediwy
Karl Sediwy (* ca. 1916; † unbekannt) war ein österreichischer Tischtennisspieler. Er war zweimal österreichischer Meister und einmal deutscher Meister im Einzel.

## Werdegang
Karl Sediwy spielte in verschiedenen österreichischen Tischtennisvereinen, unter anderem bei Sturm II und Oe. J. R. Donaustadt (1937). Erfolgreich war er ab 1934. In diesem und im folgenden Jahr wurde er österreichischer Meister im Einzel. Bei Weltmeisterschaften errang er mit der österreichischen Mannschaft zweimal Silber und einmal Bronze.
Ähnlich wie Trude Pritzi nahm er nach dem Anschluss Österreichs an Deutschland an den deutschen Meisterschaften teil. Dabei wurde er 1938 deutscher Meister im Einzel und 1939 mit dem Postsportverein Wien deutscher Mannschaftsmeister. Zu seinem ersten internationalen Einsatz für Deutschland kam Sediwy am 2. Mai 1938 in München. Im Länderkampf gegen Schweden gewann er seine Einzel gegen Andersson und Gustaf Johnsson.

## Sportliche Erfolge
- Teilnahme an Weltmeisterschaften:
  - 1934 in Paris: 2. Platz mit Team Österreich
  - 1935 in London: 3. Platz mit Team Österreich
  - 1938 in London: 2. Platz mit Team Österreich

- Internationale Meisterschaften
  - 1939 in Brandenburg: 2. Platz Doppel (mit Otto Eckl), 2. Platz Mixed (mit Trude Pritzi)

- Nationale deutsche Meisterschaften
  - 1938 in Breslau:      1. Platz Einzel

- deutsche Mannschaftsmeisterschaften
  - 1939 in Hamburg: 1. Platz mit PSV Wien

- Gaumeisterschaften
  - 1938 in Breslau: 1. Platz mit Team Ostmark

- Österreichischer Meister
  - 1934:         1. Platz Einzel
  - 1935:         1. Platz Einzel

- Vereine
  - PPC Sturm
  - Oe. J. R. Donaustadt (bis 1938)
  - Postsportverein Wien (ab 1938)

## Turnierergebnisse
| Verband | Veranstaltung     | Jahr | Ort  | Land | Einzel    | Doppel    | Mixed        | Team |
| ------- | ----------------- | ---- | ---- | ---- | --------- | --------- | ------------ | ---- |
| TCH     | Weltmeisterschaft | 1932 | Prag | TCH  | letzte 64 | Scratched | keine Teiln. |      |